# Светски рекорди постигнути на светским првенствима у атлетици на отвореном
Највеће такмичење у атлетици поред Олимпијских игара је Светско првенство у атлетици на отвореном. Због дугих припрема и темпирања форме за ова такмичења, на њима се постижу врхунски резултати, светски, континентални, национални и лични рекорди. Ово је преглед светских рекорда који су постигнути на досадашњим првенствима света у обе конкуренције.
Стање после Светског првенства 2013. у Москви.
| Светско првенство | Категорија                 | дисциплина                 | Такмичар                                               | Држава                     | Резултат                   |
| ----------------- | -------------------------- | -------------------------- | ------------------------------------------------------ | -------------------------- | -------------------------- |
| Хелсинки 1983     | Мушкарци                   | штафета 4 х 100 м          | Емит Кинг, Вили Голт, Калвин Смит, Карл Луис           | Сједињене Државе           | 37,86 сек                  |
| Хелсинки 1983     | Жене                       | 400 м                      | Јармила Кратохвилова                                   | Чехословачка               | 47,99 сек                  |
| Рим 1987          | Жене                       | скок увис                  | Стефка Костадинова                                     | Бугарска                   | 2,09 м                     |
| Токио 1991        | Мушкарци                   | 100 м                      | Карл Луис                                              | Сједињене Државе           | 9,86 сек                   |
| Токио 1991        | Мушкарци                   | скок удаљ                  | Мајк Пауел                                             | Сједињене Државе           | 8,95 м                     |
| Токио 1991        | Мушкарци                   | штафета 4 х 100 м          | Андре Кејсон Лирој Барел Денис Мичел Карл Луис         | Сједињене Државе           | 37,50 сек                  |
| Штутгарт 1993     | Мушкарци                   | 110 м препоне              | Колин Џексон                                           | Уједињено Краљевство       | 12,19 сек                  |
| Штутгарт 1993     | Мушкарци                   | штафета 4 х 100 м          | Џон Драмонд Андре Кејсон Денис Мичел Лирој Барел       | Сједињене Државе           | 37,40 сек                  |
| Штутгарт 1993     | Мушкарци                   | штафета 4 х 400 м          | Ендру Валмон Квинси Ватс Хери Рејнолдс Мајкл Џонсон    | Сједињене Државе           | 2:54,24 мин                |
| Штутгарт 1993     | Жене                       | 400 м препоне              | Сали Ганел                                             | Уједињено Краљевство       | 52,74 сек                  |
| Штутгарт 1993     | Жене                       | троскок                    | Ана Бирјукова                                          | Русија                     | 15,09 м                    |
| Гетеборг 1995     | Мушкарци                   | троскок                    | Џонатан Едвардс                                        | Уједињено Краљевство       | 18,29 м                    |
| Гетеборг 1995     | Жене                       | 400 м препоне              | Ким Батен                                              | Сједињене Државе           | 52,61 сек                  |
| Гетеборг 1995     | Жене                       | троскок                    | Инеса Кравец                                           | Украјина                   | 15,50 м                    |
| Атина 1997        | није било светских рекорда | није било светских рекорда | није било светских рекорда                             | није било светских рекорда | није било светских рекорда |
| Севиља 1999       | Мушкарци                   | 400 м                      | Мајкл Џонсон                                           | Сједињене Државе           | 43,18 сек                  |
| Севиља 1999       | Жене                       | скок мотком                | Стејси Драгила                                         | Сједињене Државе           | 4,60 м                     |
| Едмонтон 2001     | није било светских рекорда | није било светских рекорда | није било светских рекорда                             | није било светских рекорда | није било светских рекорда |
| Париз 2003        | Мушкарци                   | 20 км ходање               | Џеферсон Перез                                         | Еквадор                    | 1:17,21 сати               |
| Париз 2003        | Мушкарци                   | 50 км ходање               | Роберт Кожењовски                                      | Пољска                     | 3:36,03 сати               |
| Хелсинки 2005     | Жене                       | скок мотком                | Јелена Исинбајева                                      | Русија                     | 5,01 м                     |
| Хелсинки 2005     | Жене                       | бацање копља               | Ослејдас Менендез                                      | Куба                       | 71,70 м                    |
| Хелсинки 2005     | Жене                       | 20 км ходање               | Олимпијада Иванова                                     | Русија                     | 1:25,41 сати               |
| Осака 2007        | није било светских рекорда | није било светских рекорда | није било светских рекорда                             | није било светских рекорда | није било светских рекорда |
| Берлин 2009       | Мушкарци                   | 100 м                      | Јусејн Болт                                            | Јамајка                    | 9,58 сек                   |
| Берлин 2009       | Мушкарци                   | 200 м                      | Јусејн Болт                                            | Јамајка                    | 19,19 сек                  |
| Берлин 2009       | Жене                       | Бацање кладива             | Анита Влодарчик                                        | Пољска                     | 79,96 м                    |
| Тегу 2011         | Мушкарци                   | штафета 4 х 100 м          | Неста Картер Мајкл Фрејтер Јохан Блејк Јусејн Болт     | Јамајка                    | 37,04 сек                  |
| Москва 2013       | није било светских рекорда | није било светских рекорда | није било светских рекорда                             | није било светских рекорда | није било светских рекорда |
| Пекинг 2015       | Мушкарци                   | Десетобој                  | Ештон Итон                                             | Сједињене Државе           | 9.045 поена                |
| Лондон 2017       | Мушкарци                   | 50 км ходање               | Јоан Диниз                                             | Француска                  | 3:33:12 сати               |
| Лондон 2017       | Жене                       | 50 км ходање               | Инес Енрикез                                           | Португалија                | 4:05:56 сати               |
| Доха 2019         | Жене                       | 400 м препоне              | Далила Мухамед                                         | Сједињене Државе           | 52,16 сек                  |
| Јуџин 2022        | Мушкарци                   | Скок мотком                | Арманд Дуплантис                                       | Шведска                    | 6,21 м                     |
| Јуџин 2022        | Жене                       | 100 м препоне              | Тоби Амусан                                            | Нигерија                   | 12,12 сек                  |
| Јуџин 2022        | Жене                       | 400 м препоне              | Сидни Маклохлин                                        | Сједињене Државе           | 50,68 сек                  |
| Будимпешта 2023   | Мешовито                   | штафета 4 х 100 м          | Џастин Робинсон Рози Ефионг Метју Болинг Алексис Холмс | Сједињене Државе           | 3:08,80 мин                |